# چیما دلو استان
چیما دلو استان (به لاتین: Cima dello Stagn) یک کوه در سوئیس و ایتالیا است. چیما دلو استان ۲٬۳۸۲ متر بالاتر از سطح دریا واقع شده‌است.